# Zethalia zelandica
Zethalia zelandica (tên thường gọi là sò bánh xe) là một loài ốc biển, là động vật thân mềm chân bụng sống ở biển trong họ Trochidae, họ ốc đụn.

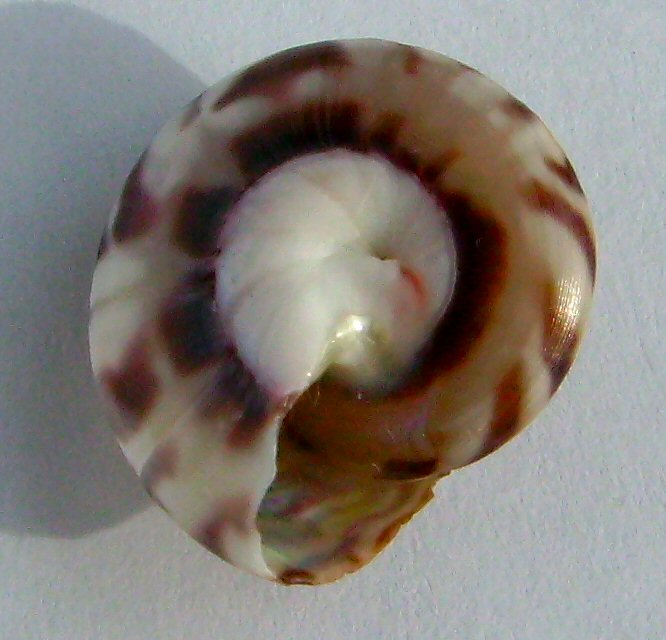
Umbonium zelandica underside view